# Lauren Smith (bàdminton)
Lauren Smith (n. 26 set 1991) és una esportista britànica que competeix en bàdminton en la categoria de dobles. Ella va competir per Anglaterra en el dobles femení i mixtos als Jocs de la Commonwealth 2014 on va guanyar una medalla de bronze i plata, respectivament.